# Tylos tantabiddy
Tylos tantabiddy är en kräftdjursart som beskrevs av Lewis 1991. Tylos tantabiddy ingår i släktet Tylos och familjen Tylidae. Inga underarter finns listade i Catalogue of Life.